# Aşlī Kandī
Aşlī Kandī (persiska: اصلی کند, Aşlī Kand, اصلی کندی) är en ort i Iran.   Den ligger i provinsen Östazarbaijan, i den nordvästra delen av landet, 600 km nordväst om huvudstaden Teheran. Aşlī Kandī ligger 1 432 meter över havet och antalet invånare är 103.
Terrängen runt Aşlī Kandī är lite bergig. Runt Aşlī Kandī är det ganska tätbefolkat, med 70 invånare per kvadratkilometer. Närmaste större samhälle är Īvowghlī, 18,5 km väster om Aşlī Kandī. Trakten runt Aşlī Kandī består i huvudsak av gräsmarker.